# Zelda: The Wand of Gamelon
Zelda: The Wand of Gamelon è un videogioco di tipo avventura dinamica sviluppato da Animation Magic. Pubblicato il 10 ottobre 1993 (lo stesso giorno di Link: The Faces of Evil), è il secondo gioco di Zelda pubblicato per CD-i. La critica ha quasi unanimemente deriso e ridicolizzato il gioco per la sua incapacità di essere all'altezza delle aspettative moderne, con le sequenze animate di nuovo bersaglio di numerose parodie su internet.

## Trama
Il Re di Hyrule si reca nell'isola di Gamelon in aiuto del suo sovrano, il duca Onkled, assediato dall'esercito di Ganon. Dà precise istruzioni a Zelda di inviare Link se egli non ritornerà entro un mese. Passato il tempo designato, Zelda invia Link alla ricerca del padre, ma quando anche questi non fa più ritorno la principessa stessa parte per Gamelon alla ricerca dei due, accompagnata da Impa. Raggiunto il Palazzo Domodai, sede del duca, scopre che questi lavora per Ganon e che ha attirato suo padre con l'inganno. Raggiunto infine il Palazzo Reesong (nuova residenza di Ganon), Zelda lo sconfigge col potere della bacchetta magica di Gamelon, per poi salvare suo padre e Link (imprigionato dentro uno specchio).

## Modalità di gioco
The Wand of Gamelon utilizza lo stesso gameplay e gli stessi controlli di The Faces of Evil, oltre che i video, anche qui tutti in stile cartone animato e nello stesso stile grafico. Il motivo per cui i due giochi risultano essere praticamente identici è legato al fatto che furono sviluppati contemporaneamente dallo stesso team, poiché il budget stanziato (appena 600.000$) doveva bastare per entrambi.

## Accoglienza
Sia questo gioco che gli altri giochi di Zelda per CD-i sono stati criticati molto negativamente. Electronic Gaming Monthly inserì The Wand of Gamelon al sesto posto nella sua classifica dei peggiori videogiochi di tutti i tempi, e GameTrailers addirittura al quinto. Il doppiaggio è stato definito «ridicolo» da Star Tribune, e «stridente» da Zelda Elements. IGN ha definito il gioco «infame» e «approssimativo». Altre recensioni definiscono le sequenze animate come «uno scherzo». Wired ha definito le animazioni estremamente semplici e piene di glitch.